# مارایکه کاری‌یر
مارایکه کاری‌یر (آلمانی: Mareike Carrière؛ ۲۶ ژوئیه ۱۹۵۴ – ۱۷ مارس ۲۰۱۴) بازیگر، سخنگو و مترجم اهل آلمان بود.
از فیلم‌ها یا برنامه‌های تلویزیونی که وی در آن نقش داشته‌است، می‌توان به یک روش خطرناک، آوای وزغ و جان تازه اشاره کرد.